# Fujiwara no Tametoki
Fujiwara no Tametoki (藤原 為時) (mort en 1029?) est un poète japonais, un lettré de langue chinoise et le père de Murasaki Shikibu (Dame Murasaki, auteur du Dit du Genji). Il est gouverneur (kami) de la province d'Echizen, époque durant laquelle il a une fille, Murasaki en 970 ou 973. 
Il est aussi gouverneur des provinces d'Harima et d'Echigo et sert au « Shikibu » ou « bureau des cérémonies » qui fait partie du surnom de sa fille.
Les universitaires ne sont pas d'accord sur les dates de naissance et de mort de Tametoki, bien que certains avancent l'année 1029 pour sa mort.

## Source de la traduction
- (en) Cet article est partiellement ou en totalité issu de l’article de Wikipédia en anglais intitulé « Fujiwara no Tametoki » (voir la liste des auteurs).